# Mount Townsend
Mount Townsend är en bergstopp inom Kosciuszkoplatån i Australiska alperna, i sydligaste delen av New South Wales, 2 209 meter över havet. 
Berget hette ursprungligen Mount Kosciuszko, men sedan man upptäckt att det dåvarande Mount Townsend var högre, döptes det berget om till Mount Kosciuszko och detta till Mount Townsend.